# Yazaki
La Yazaki Corporation (Yazaki Sōgyō K.K. in giapponese 株式会社 崎 総 業 株式会社Yazaki Sōgyō Kabushiki Kaisha) è un'azienda giapponese fornitrice globale di componenti automobilistici e specializzato in cablaggi, strumenti e componenti come connettori e terminali. Il quartier generale dell'azienda è in Giappone, ma nel 2011 circa il 90% dei dipendenti era impiegati fuori dal paese.

## Storia
L'azienda nasce nel 1929 come realtà a conduzione famigliare, nel fabbricare cablaggi per automobili. Dopo la seconda guerra mondiale, Yazaki continuò l'attività espandendosi all'estero dal 1974 agli anni'90. Nel 1974 prese la presidenza il figlio del fondatore, Yasuhiko Yazaki.
La Yazaki si è collocata al 13º posto nella lista dei maggiori fornitori automobilistici mondiali
secondo la rivista Automotive News redatta nel 2015.
Yazaki è tra le prime 100 aziende che ricevono il maggior numero di brevetti statunitensi.
La sede centrale del gruppo Yazaki si trova nell'edificio Mita-Kokusai (三 田 国際 ビ ルMita Kokusai Biru) a Mita, Minato, nella città di Tokyo. Il suo principale centro di ricerca e sviluppo e la sua sede mondiale si trovano nel complesso di Susono, nella prefettura di Shizuoka. La società ha sede anche a Colonia in Germania e nel nordamerica a Canton nel Michigan.